# Actinostolidae
Actinostolidae là một họ hải quỳ trong bộ Actiniaria. Các thành viên của họ này là các loài sống ở biển sâu, với một số loài xuất hiện ở các miệng phun thủy nhiệt.

## Các chi
Các chi sau được Cơ sở dữ liệu sinh vật biển công nhận:
- Actinoloba de Blainville, 1830
- Actinostola Verrill, 1883
- Antholoba Hertwig, 1882
- Anthosactis Danielssen, 1890
- Antiparactis Verrill, 1899
- Bathydactylus Carlgren, 1928
- Cnidanthus Carlgren, 1927
- Glandulactis Riemann-Zürneck, 1978
- Hadalanthus Carlgren, 1956
- Hormosoma Stephenson, 1918
- Isoparactis Stephenson, 1920
- Ophiodiscus Hertwig, 1882
- Paranthus Andres, 1883
- Parasicyonis Carlgren, 1921
- Pseudoparactis Stephenson, 1920
- Pycnanthus McMurrich, 1893
- Sicyonis Hertwig, 1882
- Stomphia (Gosse, 1859)
- Synsicyonis Carlgren, 1921
- Tealidium Hertwig, 1882